# RHR
L'RHR (Rate of Heat Released) o HRR (Heat Release Rate) che in italiano si traduce in Curva di rilascio termico è la variazione della potenza di rilascio termico in una reazione di combustione, espressa in KW, e calcolata in relazione al combustibile, alle condizioni di ventilazione e alle caratteristiche geometriche del materiale. Può essere definita anche come velocità di bruciamento/combustione in quanto il kW equivale a MJ/s. Più il valore di RHRmax è alto, più il materiale combustibile brucia velocemente, conseguentemente anche produzione di fumo e calore aumentano sensibilmente.

## Rappresentazione

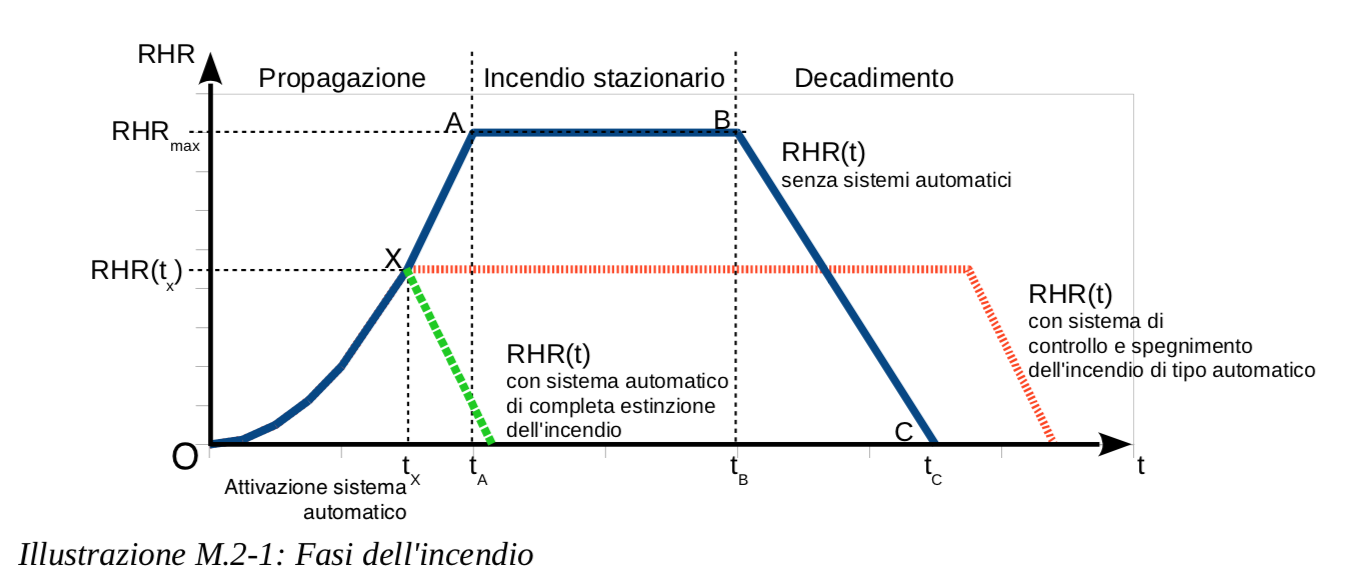
Stima della curva RHR

Viene rappresentata sul piano cartesiano con una curva se l'incendio non prevede fase stazionaria, mentre come un trapezio scaleno (la cui base è l'ascisse) se la curva prevede fase stazionaria. Con l'esaurirsi del combustibile, l'RHR inizia a decrescere. 
L'RHR è generalmente caratterizzata da una fase crescita (innesco - propagazione - flashover), da una susseguente fase di picco oppure stazionaria, e da una susseguente fase di decadimento.

## Calcolo
L'eurocodice 1 in caso di incendio di un edificio (controllato dalla ventilazione) fornisce l'espressione per calcolarla.
L'RHR non dipende esclusivamente dalle proprietà intrinseche del materiale, è la grandezza che influenza molte altre caratteristiche in un ambiente coinvolto in un incendio.
Fisicamente lo HRR (o RHR) è il calore rilasciato dalla combustione di un materiale per unità di tempo, per unità di area (unità di peso su unità di volume) e può essere calcolato in base alle seguenti unità di misura:
{\displaystyle {\frac {1W}{cm^{2}}}={\frac {24cal}{cm^{2}*s}}={\frac {10kW}{m^{2}}}={\frac {0,88Btu}{ft^{2}*s}}}

## Fase di propagazione dell'incendio

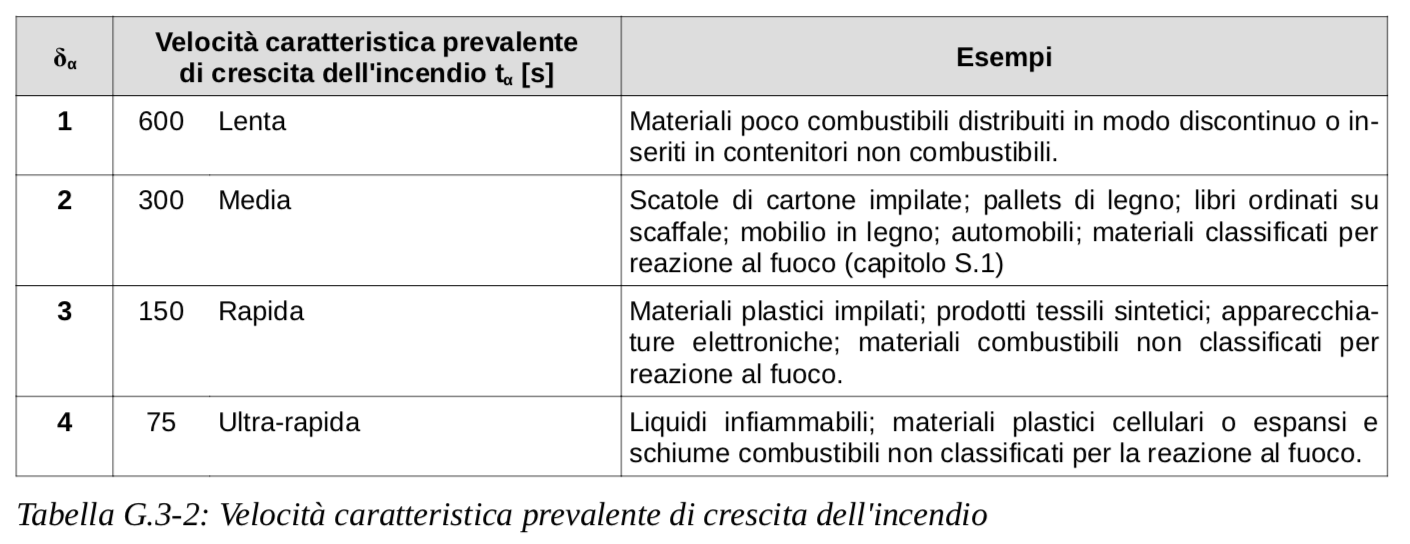
Velocità caratteristica prevalente di crescita dell'incendio

Durante la prima fase dell'incendio, la velocità rilascio termico varia nel tempo RHR (t) e può essere descritta come segue 
{\displaystyle RHR(t)=1000\cdot (t/t\alpha )^{2}}
In questa applicazione il termine {\displaystyle t\alpha } rappresenta il tempo necessario affinché la potenza termica rilasciata raggiunga il valore di 1000kW. Per alcune attività questo valore può essere assunto dall'appendice E dell'Eurocodice 1, UNI EN 1991-1-2. Per le altre il professionista deve basarsi sul suo giudizio esperto.

## RHR max
L'RHRmax è il valore massimo di potenza di rilascio termico e viene espresso in kW/m2
Il calcolo si differenzia in funzione del tipo di fase stazionaria.
Se governata dalla ventilazione si applica l'espressione Eurocodice, citata anche nel Codice di prevenzione incendi al paragrafo M.2.6.3 comma 4:
{\displaystyle RHR_{max}=0,1\cdot m\cdot H_{u}\cdot A_{v}\cdot {\sqrt {h_{e}}}}
con:
m = fattore di partecipazione alla combustione;
Hu = potere calorifico inferiore del legno pari a 17500 kJ/kg.
Av = area totale delle aperture verticali su tutte le pareti del compartimento [m^2] 
heq = altezza equivalente delle aperture verticali [m]
Se governata dal combustibile si applica l'espressione Eurocodice, citata anche nel Codice di prevenzione incendi al paragrafo M.2.6.3 comma 3:
{\displaystyle RHR_{max}=RHR_{f}\cdot A_{f}}
con:
RHRf = valore della potenza termica massima rilasciata per unità di superficie lorda. Per alcune attività, tale valore può essere desunto dai prospetti dell'appendice E.4 dell'Eurocodice 1, UNI EN 1991-1-2. [kW/m2]
Af = superficie lorda del compartimento in caso di distribuzione uniforme del carico d’incendio, oppure superficie lorda effettivamente occupata dal combustibile oppure area operativa di sistemi automatici di controllo dell'incendio [m^2]